# Обезвоживание организма
Обезво́живание органи́зма (лат. exsiccosis, дегидратация, гипогидратация, гипогидрия, эксикоз) — патологическое состояние организма, вызванное уменьшением количества воды в нём ниже физиологической нормы, сопровождающееся нарушениями метаболизма. Причиной обезвоживания могут быть различные заболевания, в том числе связанные с значительными потерями воды (потоотделение, рвота, усиленное и учащённое мочеиспускание, диарея) либо недостаточное поступление воды в организм; работа в условиях нагревающего микроклимата, лучевая болезнь (сопровождается рвотой, диареей (часто с кровью), тяжёлые формы - некрозом кожи и её отслоением, в таком случае потери воды становятся очень серьёзными). Развивается при различных инфекционных заболеваниях, сопровождающихся диареей и/или рвотой, таких как холера или ротавирусная инфекция. Также может возникать при острой недостаточности питания. Обезвоживание по причине желудочно-кишечных и других нарушений (особенно диарея) — наиболее распространенная медицинская проблема, встречающаяся у детей младше 5 лет.
Симптомы обезвоживания: сильная жажда, низкое количество мочи, тёмно-жёлтый цвет мочи, переутомление, слабость. При тяжелой форме обезвоживания: помрачение сознания, слабый пульс, снижение артериального давления, цианоз.
Потеря 20—25 % воды является смертельной, болезненные расстройства наступают при потере 1 % от общего количества воды в организме.

## Эпидемиология

### Калорический метод определения потребности организма в жидкости[6]
Нормальные потери жидкости в организме происходят через почки, кишечник, кожу, дыхательные пути. Наиболее применяемый метод для определения потребности организма в жидкости — калорический метод, основывающийся на линейной зависимости интенсивности обмена веществ и потребности в жидкости. На каждую калорию, расходуемую при метаболизме, ребёнку требуется примерно 1 мл воды. Интенсивность обмена веществ у детей — функция площади поверхности тела. Младенцы с высокой относительно массы площадью тела имеют более высокую интенсивность обмена веществ и, следовательно, большие потребности в жидкости относительно массы тела.
| Масса    | Потребности в жидкости на 24 часа |
| -------- | --- |
| 3—10 кг  | 100 мл/кг/день=4 мл/кг/час |
| 11—20 кг | 50 мл/кг/д. на каждый кг свыше 10 кг +1000 мл (потребности в жидкости для первых 10 кг) = 40 + 2 мл/кг/ч на каждый кг между 11—20 кг. |
| > 20 кг  | 20 мл/кг/д. на каждый кг свыше 20 кг + 1500 мл (потребность в жидкости для первых 20 кг) = 60 + 1 мл/кг/ч на каждый кг свыше 20 кг    |

Данные этой таблицы могут не соответствовать потребностям организма ребёнка, находящегося в критическом состоянии, при котором может потребоваться ограничение введения жидкости или, наоборот, увеличенный прием жидкости. Калорический метод не позволяет оценить повышенные потребности организма в жидкости в связи с увеличением массы, ростом, активностью, патофизиологическими состояниями (лихорадка). Калорический метод оценивает потребности организма здорового человека в нормальном состоянии. Положительный результат имеет превышение нормы жидкости, устанавливаемой калорическим методом потребления здоровым человеком. В среднем, растущий младенец может потреблять 150—200 мл/кг/день молока (материнского или детской смеси) для обеспечения прибавки массы 30 г/день в течение первых нескольких месяцев жизни.

### Электролиты

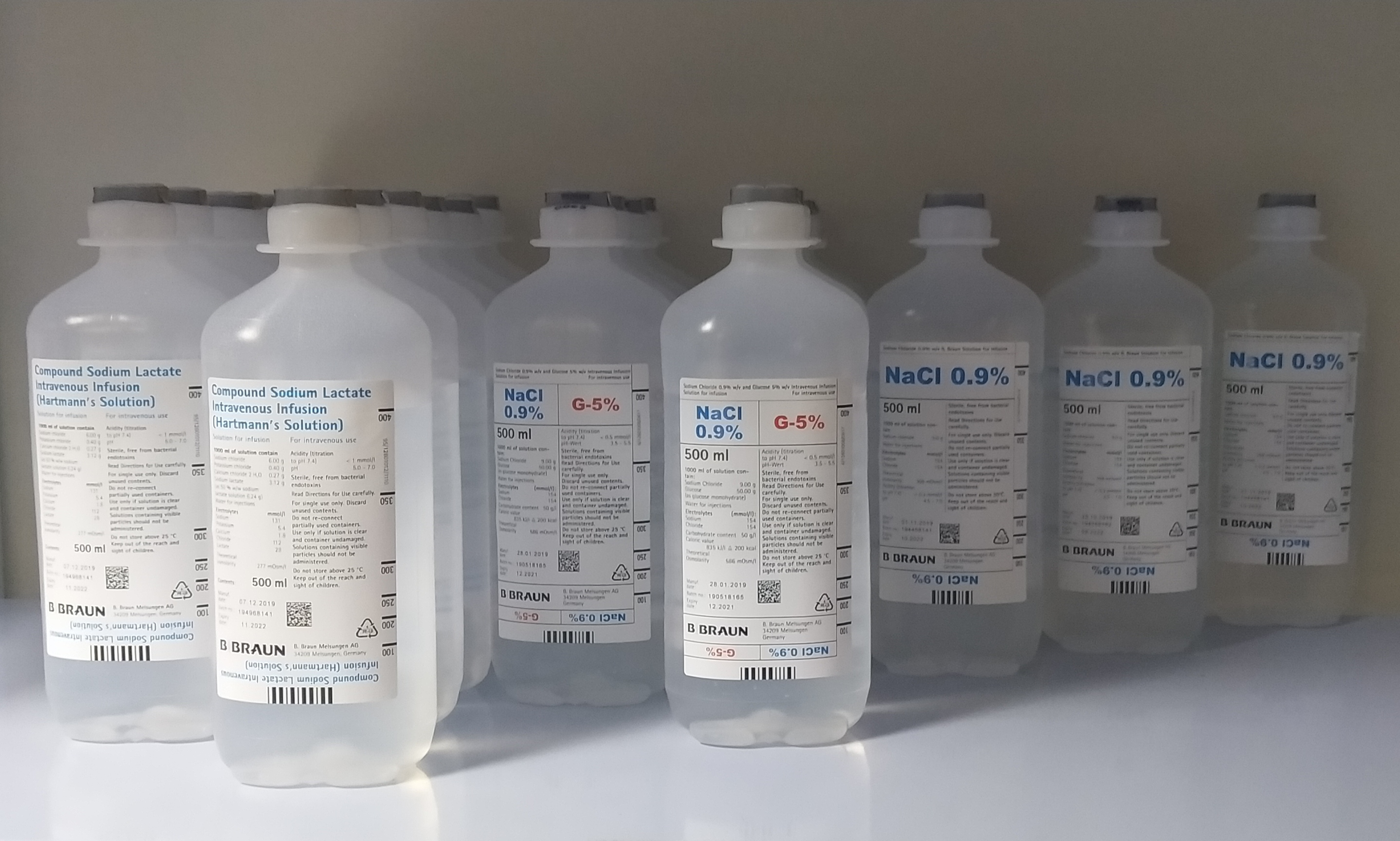
Стерильные растворы для внутривенных инфузий в полимерных флаконах (справа налево): 0,9 % изотонический раствор NaCl (308 мОсм/л); комбинированный изотонический раствор 0,9 % NaCl и 5 % глюкозы (586 мОсм/л); многокомпонентный раствор Хартмана (277 мОсм/л, содержит: NaCl, KCl, CaCl_{2}, NaC3H5O3, HCl)

Восполнение расходуемых в течение дня электролитов необходимо при невозможности получать адекватное питание перорально. Объём электролитов измеряют в миллиграмм-эквивалентах (мг-экв) или миллимолях (ммоль) в расчете на 100 мл требуемой жидкости. Для здорового ребёнка обычно требуется натриевый раствор 3 мг-экв/100 мл (приблизительно 0,2 % NaCl или 1/4 концентрации изотонического раствора), и калиевый раствор 2—2,5 мг-экв/100 мл. Применять калиевый раствор можно только при адекватности ренальной (почечной) функции.
Этот объём натриевого и калиевого раствора восполняет лишь нормальные ежедневные потери и может быть недостаточным при повышенных потерях электролитов при патологических процессах (диарея). Также необходимо обращать внимание на риск гипонатриемии.
При внутривенном приеме жидкости в течение короткого периода (1—2 дня) относительно здоровым детям, как правило, не возникает необходимости во введении других электролитов (кальциевого и магниевого). Тем не менее следует учитывать, что стандартный раствор, содержащий 5 % декстрозу, NaCl, хлорид калия, удовлетворяет лишь минимальные потребности организма в калориях и не обеспечивает нормальной прибавки веса и разнообразия питательных веществ.

### Повышенные/пониженные потребности в жидкости
Лихорадочное состояние увеличивает потребности организма в жидкости. Интенсивность обмена веществ у ребёнка повышается на 12 % на каждый 1 °C, превышающий нормальную температуру. Другие гиперметаболические состояния, такие как тиреотоксикоз, отравление ацетилсалициловой кислотой (аспирином), могут повышать интенсивность обмена веществ на 25—50 %.
Это повышает требования к предупреждению обезвоживания организма.
В некоторых условиях потребности организма в жидкости понижаются. Гипометаболические состояния, такие как гипотиреоз, понижают потребности на 10—25 %. Потребление жидкости также уменьшается на 10—25 % при высокой атмосферной влажности, если только высокая температура не вызывает видимого потоотделения. Здоровый ребёнок с нормальной почечной функцией способен в полной мере эффективно выводить избыток потребленной жидкости. Почечная недостаточность требует особого внимания при введении растворов и электролитов. При неспособности организма эффективно выводить избыток жидкости жидкость может накапливаться, что приводит к осложнениям, таким как застойная сердечная недостаточность, отек легких. При нефункционирующих почках жидкость вводится только в объёме, равном неощутимым потерям жидкости. Неощутимые потери жидкости осуществляются преимущественно через кожу и дыхательные пути и равны около 40 % потребности организма в жидкости. Пациентам с почечной недостаточностью вводят 30 % жидкости от объёма потребности организма, чтобы избежать необходимости вывода жидкости с применением гемодиализа.
Потребности в жидкости также уменьшаются при увеличении аргинин-вазопрессина (антидиуретический гормон). Высвобождение аргинин-вазопрессина происходит при гиповолемии или гипертоничности (осмотическая гипертония). Также высвобождение аргинин-вазопрессина стимулируется болью, тошнотой, после оперативного вмешательства, инфекциями центральной нервной системы (менингит, энцефалит), тяжелой пневмонией, некоторыми лекарственными препаратами (тиазидный диуретик, хемиотерапевтические вещества, селективный ингибитор обратного захвата серотонина). Высвобождение аргинин-вазопрессина при отсутствии гиповолемии и гипертоничности приводит к гипонатриемии, и может рассматриваться как синдром Пархона (синдром неадекватной секреции антидиуретического гормона). Пациентам с синдромом Пархона требуется особый контроль введения жидкостей и особенно натриевых электролитов.

### Обезвоживание в производственных условиях
Работа человека в условиях нагревающего микроклимата может привести к обезвоживанию. Так, по данным потеря воды с потом за 8-часовую смену колебалась от 3,8 до 11,6 кг (в среднем 8,6 кг). При этом естественное чувство жажды подводит человека — ощущение жажды «советует» ему пить воду в количестве, заметно меньше того, которое реально необходимо.
Разработаны научно-обоснованные рекомендации по защите здоровья работников, подвергающихся перегреву. В частности, рассмотрена необходимость подсаливать воду, и возможность контролировать обезвоживание по цвету мочи.

## Патофизиология
Ребёнок имеет повышенный риск, связанный с обезвоживанием организма.
Ребёнок имеет в 2—4 раза большую площадь поверхности тела относительно веса, чем у взрослого человека, а, следовательно, большие потребности в жидкости.
Также, вследствие этого ребёнок гораздо легче подвергается обезвоживанию при пониженном потреблении жидкости или повышенном её выведении, сопровождающим болезненные состояния. Например, распространенный у маленьких детей гастроэнтерит приводит к анорексии, рецидивирующей рвоте, частому и обильному стулу, что имеет последствием гораздо большие относительные потери жидкости, чем у взрослых. Также следует учитывать несамостоятельность и зависимость ребёнка, неспособность самостоятельно удовлетворять свои потребности в жидкости.
Выделяют следующие виды обезвоживания организма: изотоническое, гипотоническое, гипертоническое. При критическом обезвоживании организма употребляют следующие наименования этих видов обезвоживания, соответственно: изонатриемическое, гипонатриемическое и гипернатриемическое, поскольку ионы натрия как компонент межклеточной жидкости определяет сывороточную осмоляльность. Изотоническая (изонатриемическое) обезвоживание (концентрация ионов натрия в сыворотке крови 135—145 мэкв/л) наиболее распространенный вид обезвоживания, при которой происходят потери ионов натрия и калия. Натрий является основным катионом межклеточной жидкости. Его потеря происходит как во внешнюю среду, так и при переходе во внутриклеточную жидкость для балансирования потери ионов калия, поскольку потеря ионов калия из клеток не сопровождается внутриклеточными потерями анионов при тяжелом обезвоживании. Ионы натрия, перешедшие во внутриклеточную жидкость, возвращаются в межклеточную жидкость при регидратации. При этом потери внутриклеточной жидкости не происходит, недостаток жидкости при обезвоживании характерен прежде всего для межклеточной жидкости (хотя существует точка зрения, согласно которой при обезвоживании 2/3 потери жидкости происходит из межклеточной жидкости, а 1/3 — из внутриклеточной жидкости).
Гипонатриемия (концентрация ионов натрия в сыворотке крови <135 мэкв/л) сопровождает обезвоживание. При гипотоническом обезвоживании объём межклеточной жидкости уменьшается в ещё большей степени чем при изотоническом обезвоживании вследствие осмотического перехода межклеточной жидкости в клетку, что обуславливает более явные признаки обезвоживания. Гипотоническое обезвоживание обычно происходит у детей с гастроэнтеритом, когда потери ионов натрия со стулом также сопровождается практикой при которой родители чтобы компенсировать потери жидкости поят ребёнка напитками с низким содержанием ионов натрия — водой, соком или чаем. При гипотоническом обезвоживании почки часто выделяют концентрированную мочу (сохраняя в организме объём жидкости) несмотря на гипонатриемию, поскольку аргинин-вазопрессин стимулируется пониженным эффективным циркулирующим объёмом. Понижение внутрисосудистого объёма является важнейшей причиной высвобождения аргинина-вазопрессина перекрывая оказываемое гипотоничностью (гипонатриемией) действие подавления аргинина-вазопрессина.
Это приводит к понижению уровня натрия в сыворотке из-за разбавления.
Гипотоническое обезвоживание также может явиться следствием значительных потерь ионов натрия (относительно веса тела) в стуле (например при холере), в моче (адреногенитальный синдром, церебральный синдром потери соли, солевой почечный диабет, другие нарушения связанные с ренальной потерей соли).
Гипертоническое или гипернатриемическое обезвоживание (концентрация ионов натрия в сыворотке крови >145 мэкв/л) происходит, если потери жидкости превышают потери электролитов. Это обычно происходит в условиях, когда быстрая потеря гипотонического раствора в стуле, при рвоте и в моче, сопровождается невозможностью приема адекватного объёма жидкости из-за анорексии и рвоты. Лихорадка и гипервентиляция могут усилить диспропорциональные потери жидкости. Также гипертоничное обезвоживание может быть обусловлено повышенным приемом растворенных веществ. Выделение через мочу растворенных веществ, находящихся в организме сверх нормы, приводит к повышенному выделению жидкости, что приводит к обезвоживанию. Это может произойти например, если ребёнок случайно потребил слишком большое количество натриевого раствора при неправильной дозировке порошка для оральной регидратации. При гипертоническом обезвоживании происходит перемещение жидкости из внутриклеточной среды в межклеточную, стремясь восстановить осмотический баланс. Поэтому объём межклеточной жидкости сохраняется за счет внутриклеточной жидкости, что замедляет проявление симптомов обезвоживания. Однако потери жидкости внутри клетки приводят к внутриклеточной дегидрации, что может повлечь серьёзные последствия для мозга. При быстром течении гипернатриемии происходит не только уменьшение объёма мозга, но также падение давления спинномозговой жидкости из-за диффузии воды из спинномозговой жидкости в кровь. При уменьшении объёма мозга переходные вены (поверхностные мозговые вены, впадающие в синусы твердой мозговой оболочки) в черепе, могут растягиваться и даже надрываться, приводя к субдуральному кровоизлиянию и другим осложнениям. Если гипертоническое состояние развивается медленнее, объём мозга может сначала незначительно уменьшиться, а потом вернуться к нормальному размеру даже при продолжающемся обезвоживании. Необходимо обеспечить сохранение объёма клеток мозга при гипернатриемии, для чего следует предотвратить потерю воды и создать условия для возврата воды обратно в клетки и сохранение их объёма. Применение осмотически активных растворов (идеогенические осмоли), таких как миоинозитол, трис, таурин и другие аминокислоты позволяют добиться этого. Регидратация пациента с гипернатриемией должна осуществляться медленно и осторожно, чтобы предупредить набухание мозга. Клиническое исследование при гипертоническом обезвоживание может показать рыхлость кожи из-за внутриклеточного обезвоживания. Однако этот признак не является строгим и не может заменять измерение концентрации натрия в сыворотке при диагностике гипернатриемии.

## Обследование
Возможно изменение психического состояния вследствие нарушения баланса электролита (ионов натрия), сопровождающего обезвоживание. Наиболее точный способ оценки обезвоживания — сравнивание текущего веса тела и веса тела, предшествующего обезвоживанию. При остром обезвоживании потеря веса происходит преимущественно за счет потери телом жидкости.

### Физикальное обследование
Важнейшей частью физикального обследования является установление степени обезвоживания. Необходимо определить кровяное давление и вес тела. Также важно определить, сухая или влажная слизистая оболочка рта, есть ли слезы, тургор кожи (отклонение, если при нажатии на кожу между пальцами кожа возвращается в исходное состояние дольше обычного), состояние перфузии конечностей.
| Клинические признаки                                            | Легкое обезвоживание             | Умеренное обезвоживание                     | Тяжелое обезвоживание |
| --------------------------------------------------------------- | -------------------------------- | ------------------------------------------- | --------------------- |
| Уменьшение массы тела новорожденный/младенец подросток/взрослый | ≤5 % 3 %                         | 6—9 % 6 %                                   | ≥10 % 9 %             |
| Тургор кожи                                                     | Нормальный или слегка пониженный | Пониженный                                  | Заметно пониженный    |
| Цвет кожи и температура                                         | Бледная или нормальная           | Мертвенно-бледная и холодная                | Мраморная и холодная  |
| Сухость слизистых оболочек                                      | ±                                | +                                           | ++                    |
| Отсутствие слез                                                 | ±                                | +                                           | ++                    |
| Запавшие глаза                                                  | ±                                | +                                           | ++                    |
| Повышенный пульс                                                | ±                                | +                                           | ++                    |
| Кровяное давление                                               | Нормальное                       | Нормальное, возможно постуральное понижение | Пониженное            |
| Выход мочи                                                      | Нормальное или пониженное        | Олигоурия                                   | Олигоурия/анурия      |
| Время наполнения капилляров                                     | Несколько увеличенное            | Увеличенное                                 | Увеличенное           |

Показатель времени наполнения капилляров — наиболее надежный признак для оценки обезвоживания на 5 % и более. Наполнение капилляров определяется мягким нажатием до побеления на капиллярное ложе кончиков пальцев, ногтей верхних конечностей. После нажатия цвет должен вернуться в течение 2 сек. Также для определения обезвоживания на 5 % помогает выявление нарушения дыхания, особенно гипервентиляция легких, указывающая на ацидоз.

### Лабораторное исследование
При умеренном обезвоживании лабораторное исследование, как правило, не проводится. Перед введением растворов внутривенно рекомендуется провести анализ электролитов, азота мочевины крови, креатинина. Единичное или периодические лабораторные исследования также осуществляются в процессе регидратации пациентов с шоком, тяжелым обезвоживанием, пониженным выделением мочи без улучшения после мер по восстановлению внутрисосудистого объёма, с историей и клиническими признаками не соответствующими протекающим процессам изотонического обезвоживания или с диснатриемией (концентрация ионов натрия в сыворотке крови или больше или меньше диапазона 135—145 мэкв/л). Обезвоживание, сопровождаемое дизнатриемией (гипонатриемия или гипернатриемия), может иметь серьёзные осложнения, поэтому его лечение требует особого внимания. Несмотря на малую распространенность, у детей с гастроэнтеритом, особенно сопровождаемым кровянистым стулом и уменьшенным выделением мочи, также не следует исключать гемолитический уремический синдром.
При тяжелых заболеваниях для того, чтобы более точно оценить кислотно-щелочной статус пациента, необходимо измерение измерение газов артериальной крови. Нарушение кислотно-щелочного равновесия в случае умеренного обезвоживания является ацидозом с неанионным промежутком с пониженной концентрацией бикарбоната в сыворотке крови и гиперхлоремией (по причине потери бикарбоната в стуле). У пациентов с тяжелым обезвоживанием, кроме того, проявляются ацидоз с анионным промежутком по причине накопления молочной кислоты или кетонов в периферической ткани из-за уменьшенной перфузии, сопровождающей гиповолемию. У детей со пилоростенозом обычно наблюдается гипокалиемия, гипохлоремический метаболический алкалоз.

## Лечение
При лечении необходимо учитывать следующее: 1) нормальные потребности в жидкости и электролитах, 2) дефицит жидкости и электролитов, связанный с течением болезни, 3) продолжающиеся потери жидкости и электролитов. Чаще всего продолжающиеся потери связаны с рвотой и диареей. Потери от диареи могут достигать 10 мл на кг на один стул, потери от рвоты — 5 мл на кг на один эпизод рвоты. Другие формы продолжающихся потерь могут быть связаны с ожогами, засасыванием желудочного сока назогастральным зондом, гипервентиляцией, лихорадкой. Оценка потерь жидкости практически всегда носит приблизительный характер, поэтому необходимы повторная оценка и контроль основных показателей состояния организма.
Растворы при обезвоживании вводятся энтерально или парентерально. При лёгком и умеренном обезвоживании предпочтительно пероральное введение раствора регидратационных солей. При тяжелом обезвоживании, если пероральное введение безуспешно (по причине неукротимой рвоты или летаргии), при шоковом состоянии или при развивающемся шоке, при подозрении на анатомические дефекты (пилоростеноз, илеус) осуществляется парентеральная терапия, введение раствора регидратационных солей через назогастральный зонд или внутривенная инфузия растворов лактата Рингера (раствор Хартмана для инъекций), «Dhaka», «Darrow». Распространённый метод терапии пациентов, госпитализированных с обезвоживанием организма, — введение внутривенно растворов, начинающееся с 1—2 болюсов изотонического раствора из расчета 20 мл/кг. В течение последующих 24—48 часов, до тех пор, пока пациент не сможет принимать растворы перорально, применяют натриевый раствор различных концентраций (обычно 0,45 % NaCl), смешанный с 5 % Д-глюкозой. Холлидей указывает на то, что лечение обезвоживания организма должно быть направлено прежде всего на быстрое восстановление межклеточных жидкостей, после которого должна осуществляться пероральная регидратационная терапия. Мориц и другие педиатры-нефрологи и врачи-реаниматологи предлагают воздерживаться от применения растворов солей натрия различных концентраций в отношении госпитализированных детей и полагаться при лечении исключительно на изотонический раствор.

### Парентеральная терапия растворами
Парентеральная терапия умеренной или тяжелой формы обезвоживания включает 2 фазы: начальная фаза (1—2 часа) и основная фаза регидратации. Целью начальной фазы является восстановление внутрисосудистого объёма и, таким образом, улучшение перфузии и ренальной (почечной) функции, реверсия тканевой гипоксии, метаболического ацидоза и повышенного аргинина-вазопрессина. Независимо от типа обезвоживания (изотоническое, гипертоническое, гипотоническое) изотонический раствор (0,9 % NaCl) 20 мл/кг/час является наиболее быстрым и эффективным средством увеличения внутрисосудистого объёма в острых случаях. В шоковом или близком к шоковому состоянии терапия носит более агрессивный характер (См. Шок). Пациент в быстрой последовательности должен получить от 2 до 4 болюсов по 20 мл/кг изотонического раствора в течение 20—30 минут. После каждого болюса состояние организма оценивается и если признаки и симптомы внутрисосудистого истощения сохраняются, следующий внутривенный болюс 20 мл/кг изотонического раствора необходимо применить в течение 20—30 минут, после чего пациент направляется в больницу. Предложение мер по применению до 4 болюсов изотонического раствора для быстрого восстановления объёма межклеточной жидкости — это изменения в рекомендациях для терапии обезвоживания. Необходимо избегать избыточного применения растворов в отношении детей с аномалиями сердца, чтобы не спровоцировать острой сердечной недостаточности. Этот способ позволяет также понизить уровень аргинина-вазопрессина и вероятность гипонатриемии при последующем лечении, даже если применяется раствор 0,45 % NaCl (0,5 изотонического раствора) вместо изотонического раствора для корректировки остающегося дефицита и обеспечения поддержки состояния. Практика введения до 4 болюсов изотонического раствора (0,9 % NaCl) сравнительно менее обоснована, чем более распространенная стандартная практика регидратации одним-двумя болюсами Все способы оральной регидратации основаны на гипотонических растворах, содержащих ионы натрия в концентрации 45—75 мэкв/л.
Во второй фазе регидратации оставшийся дефицит жидкости и электролитов компенсируется, исходя из абсолютных значений потери организмом жидкости. Регидратация осуществляется с учётом ежедневных потерей жидкости и других форм расхода жидкости (см. раздел «Повышенные/пониженные потребности в жидкости»). Следует учитывать количество жидкости, введенного болюсами изотонического раствора, поскольку уже этими болюсами может быть восстановлен необходимый организму объём жидкости. Каждый болюс 20 мл/кг изотонического раствора компенсирует 2%-е обезвоживание (потеря веса 2 % — см. таблицу выше). Таким образом, три болюса 20 мл/кг изотонического раствора компенсируют 6%-е обезвоживание и в случае умеренного обезвоживания (потеря веса около 6 %) может полностью компенсировать дефицит жидкости. Существуют различные стратегии регидратации. При одних стратегиях существует практика покрытия половины потребности организма в течение первых 8 часов и оставшихся потребностей в течение последующих 16 часов; при других стратегиях регидратация производится равномерно на протяжении всего регидратационного периода. Как правило, дефицит жидкости компенсируют в течение 24 часов. Однако из этого правила существуют исключения. Так, при диснатриемии (отклоняющийся от нормы в сторону повышения или понижения уровень сыворотки ионов натрия), поскольку происходит медленное возвращение концентрация ионов натрия в сыворотке крови (12 мэкв за 24 часа, то есть 0,5 мэкв в час), может потребоваться продление периода регидратации от 48 до 72 часов.
Компенсация ионов натрия при обезвоживании зависит от его типа. При изотоническом обезвоживании дефицит жидкости, как правило, в полной мере компенсируют изотоническим раствором, также может использоваться солевой раствор, содержащий 110 мэкв ионов натрия на литр, также врачи используют изотонический раствор 0,5 (77 мэкв ионов натрия на литр). Для более точного расчета потребности в электролитах, поскольку выделяемые жидкости могут быть подвергнуты анализу, исходят из того, что адекватной компенсацией диареи при выделении до 10 мл/на кг за один стул является изотонический раствор 0,5. Этот расчет соответствует большинству случаев диареи, сопровождающей ротавирус и содержащей 30—40 мэкв ионов натрия на литр, а также энтеротоксигенной Escherichia coli (кишечной палочки) содержащей 50—60 мэкв ионов натрия на литр; однако, содержание ионов натрия в стуле при холере составляет 90—120 мэкв ионов натрия на литр.

### Лечение обезвоживания с дизнатриемией
При гипертоническом обезвоживании у организма предполагается относительный дефицит воды, однако, потеря воды обычно сопровождается потерей ионов натрия. Объём воды, который требуется пациенту для восстановления нормального концентрации ионов натрия в сыворотке крови (145 мэкв/л), вычисляется по формуле:
(вес пациента в килограммах) X (текущая концентрация ионов натрия в сыворотке крови — 145) X 4 мл/кг
Если концентрация ионов натрия в сыворотке крови превышает 170 мэкв/л, то в данной формуле меняют показатель избыточной воды 4 мл/кг на 3 мл/кг, для того, чтобы понизить уровень избыточного натрия. Избыточная вода, которой по данной формуле снабжается организм пациента, является лишь частью общих потребностей организма и не учитывает непрерывного процесса естественной потери организмом воды. Изменение гипертонического обезвоживания необходимо производить медленно, чтобы не допустить отека мозга, что может привести к вклинению ствола головного мозга и смерти. При гипернатриемии расчет уровня сыворотки ионов натрия часто дает решение для ввода растворов на 2-м этапе лечения — 30 мэкв/л. Часто также применяют метод введения 0,45 % NaCl в 5%-й декстрозе, чтобы обеспечить медленный процесс понижения концентрации ионов натрия в сыворотке крови с последующим понижением концентрации ионов натрия в растворе 0,2 % NaCl. Периодический контроль электролитов важен для обеспечения медленного постепенного характера процесса снижения уровня ионов натрия, чтобы предупредить угрозы осложнений с мозгом человека.
При гипотоническом обезвоживании, кроме потерь ионов натрия, характерных для изотонического обезвоживания, возможны дополнительные потери. Дополнительное количество ионов натрия, кроме того количества, которое теряется при изотоническом обезвоживании, необходимое для восстановления нормального уровня натрия сыворотки (135 мэкв/л), вычисляется по следующей формуле:
(вес пациента в килограммах) X (135 — текущая концентрация ионов натрия в сыворотке крови) X 0,6
Для большинства пациентов с гипонатриемией лечение изотоническим раствором (0,9 % NaCl) с 5%-й декстрозой является достаточным. Гипертонический солевой раствор (3 %, содержащий 513 мэкв/лNa) используется при симптоматической гипонатриемии (пациенты со спазмами). Гипертонический солевой раствор вводится внутривенно 3,0 мл/кг 3%-го раствора в течение 15—30 мин. или до прекращения спазмов. Такой объём 3%-го раствора повышает концентрацию ионов натрия в сыворотке крови на примерно 2,5 мэкв/л и этого достаточно для повышения концентрации ионов натрия в сыворотке крови, при котором тяжелые признаки и симптомы улучшаются. Эта доза может быть введена повторно, если не наблюдается улучшения симптомов, связанных с центральной нервной системой. Остающаяся гипонатриемия исправляется более медленными мерами, чтобы рост натриевой сыворотки не превышал 12 мэкв/л за 24 часа. Более высокие темпы повышения концентрации ионов натрия в сыворотке крови, особенно если гипонатриемия продолжительная, потенциально может привести к демиелинизации варолиевого моста.
Гипонатриемия может иметь другие причины, кроме потери ионов натрия: высвобождение аргинин-вазопрессина при гиповолемии или гипертоничности (осмотическая гипертония) и при других условиях, связанных с задержкой в организме воды, что влечет дилюционную гипонатриемию (интоксикация водой). Также при регидратации организма и снабжении его ионами натрия, когда почки выводят относительно большой объём мочи, содержащей малое количество ионов натрия, возможен быстрый и непредсказуемый рост концентрации ионов натрия в сыворотке крови.

### Восстановление уровня калия
Недостаток калия сложно диагностировать, не существует специальной методики определения точной потребности обезвоженного организма в ионах калия. При исправлении ацидоза, сопровождающего умеренное и сильное обезвоживание, ионы калия переходят внутрь клетки. Поэтому то, что первоначально может восприниматься как нормальный уровень калия сыворотки, на самом деле может оказаться гипокалиемией, способной нанести вред нервно-мышечной и сердечной функции. Может потребоваться периодическая частая оценка концентрация ионов калия в сыворотке крови и добавление солей калия во вводимые внутривенно растворы. В общем случае, при достижении нормального уровня выхода мочи, ионы калия добавляются во вводимые внутривенно растворы для обеспечения 3—4 мэкв/кг/24 часа.
Для этого в растворы для внутривенного введения добавляют KCl 20 мэкв/л. Пациентам, у которых не обеспечен нормальный выход мочи или наличествуют другие признаки почечной недостаточности, ионы калия не вводят. Гиперкалиемия — тяжёлый, угрожающий жизни симптом, связанный с неспособностью выведения излишка ионов калия вследствие почечной недостаточности.

### Оральная регидратация
Оральная регидратация — это пероральный приём приготовленных растворов с определённой пропорцией углеводов и электролитов. Оральная регидратация так же эффективна, как и внутривенная регидратация при лечении легкого и умеренного обезвоживания. Преимущество оральной регидратации перед внутривенной регидратацией — более дешёвый неинвазивный способ, не требующий сложной технологии. В 2002 году ВОЗ и Детский фонд ООН предложили новый раствор с пониженной осмолярностью (пропорционально пониженную концентрацию ионов натрия и глюкозы), прием которого связан с уменьшением рвоты, меньшим выходом стула и снижением потребности во вводимых внутривенно растворах. В состав этого раствора входят углеводы — 13,5 г/л, натрий — 70 мэкв/л, калий — 20 мэкв/л, основа — 30 ммоль/л, осмолярность — 245 мосмоль/кг воды.
Детей, находящихся на грудном вскармливании, нет необходимости переводить на потребление регидратационных растворов, поскольку регидратация осуществляется с приемом материнского молока. В то же время при обезвоживании могут потребоваться более частые приемы молока меньшего объёма за раз.
Помимо коммерческих регидратационных растворов, следуя рекомендациям врача, можно при знании рецепта и наличии источника чистой воды можно использовать регидратационные растворы, приготовленные в домашних условиях. Раствор на основе крахмала: 4 стакана воды, 1/2 чайной ложки соли, 1 стакан сухих рисовых хлопьев для детей. Раствор на основе сахара: 4 стакана воды, 1/2 чайной ложки соли, 6 чайных ложек сахара. Для улучшения вкусовых качеств в оба вида раствора можно добавить чайную ложку ароматизированного желатинового порошка. Некоторые растворы, такие, как фруктовые соки, куриный бульон, не содержат необходимого баланса натрия и углеводов и поэтому не могут применяться для регидратации.
Расчет потребности организма в регидратационных растворах при оральной регидратации в педиатрии осуществляется следующим образом. При легком обезвоживании (потеря веса тела до 5 %, у подростков и взрослых до 3 %) для регидратации организма вводится 50 мл/кг регидратационного раствора (в течение 3—4 часов); плюс для компенсации потерь вводится 10 мл/кг за каждый диарейный стул и 5 мл/кг за каждую рвоту; младенцы должны вернуться на нормальное употребление детского питания или молока как только рвота прекратится, дети употребляющие твердую пищу должны продолжать прием привычной диеты. При умеренном обезвоживании (потеря веса тела до 10 %, у подростков и взрослых до 6 %) для регидратации организма вводится 100 мл/кг регидратационного раствора (в течение 3—4 часов); плюс для компенсации потерь вводится 10 мл/кг за каждый диарейный стул и 5 мл/кг за каждую рвоту; младенцы должны вернуться на нормальное употребление детского питания или молока как только рвота прекратится, дети, употребляющие твердую пищу, должны продолжать прием привычной диеты. Малые объёмы раствора по 5—15 мл вводятся шприцем или ложкой каждые 2—5 минут с тем, чтобы обеспечить получение ребёнком 150—300 мл за час при продолжающейся рвоте. Если обезвоживание снижается, рвота уменьшается, что дает возможность увеличить прием регидратационных растворов. При оральной регидратации частота и объём поноса обычно увеличиваются в начальный период регидратационных мероприятий. Целью регидратации является не снижение поноса, но снижение уровня обезвоживания, что само приводит к снижению поноса. Голодание не может считаться нормальной практикой и больной должен быть возвращен к нормальному потреблению пищи, как только это становится возможным.